# Laura Hojman
Laura Hojman (Sevilla, 17 de mayo de 1981) es una guionista, documentalista, productora y directora de cine española.

## Biografía
Nació en Sevilla en 1981. Se licenció en Historia del Arte y Gestión Cultural en la capital andaluza. Cuando comenzó a trabajar en el Festival de Cine Europeo de Sevilla entró en contacto con el mundo del cine. Empezó como documentalista, después como guionista y finalmente pasó a la dirección.
En 2016 junto con Guillermo Rojas crearon la productora Summer Films, donde se encarga del desarrollo de proyectos documentales y de la producción y distribución de cine independiente, de autor y documental. En sus trabajos suelen estar presentes la memoria histórica, la educación, la cultura y la naturaleza.
Debutó en la dirección con el documental Tierras solares (2018) que abordaba la trayectoria del poeta Rubén Darío, estrenado en la sección DOC.España de la Seminci, festival de cine de Valladolid. Su segundo filme, Antonio Machado. Los días azules (2020) sobre el poeta sevillano se proyectó en el Festival de Cine Europeo de Sevilla con una sutil pero profunda carga emocional construida a través del relato histórico, los testimonios y la captura de la esencia de los textos del autor que murió en el exilio en 1939 con la voz de Pedro Casablanc, la inclusión de breves fragmentos animados y el acompañamiento musical.
En 2022 realizó el documental A las mujeres de España. María Lejárraga, un trabajo sobre la recuperación de la memoria histórica de la mujer. Hojman descubrió a Lejárraga leyendo a Antonina Rodrigo, autora andaluza ha sacado del olvido a mujeres que jugaron un papel fundamental en nuestra historia de España. Hasta 2022 ha sido el único documental español nominado a los tres grandes premios nacionales de cine: Los Feroz, los Forqué y los Goya.
Forma parte de la Asociación Andaluza de Productoras de Cine (ANCINE). Fue presidenta durante 2021 de la Asociación Andaluza de Mujeres de los Medios Audiovisuales (AAMMA) y entiende el cine desde el compromiso político.

## Filmografía
- Acariciando el aire, Matilde Coral (documental, 2016) Guion.
- Tierras solares (documental, 2018) Guion y Dirección.[11]
- Llamando al cielo (documental, 2019) Guion.
- Se prohíbe el cante (documental, 2019) Guion.
- Antonio Machado. Los días azules (documental, 2020) Guion y Dirección.[12]
- Una vez más (largometraje de ficción, 2020) Producción y dirección de vestuario.[13]
- A las mujeres de España. María Lejárraga (2022).[14]
- Un hombre libre (2024). Sobre la vida del escritor exiliado Agustín Gómez Arcos.[15]

## Premios y nominaciones

### Premios cinematográficos
- 2020 Premio RTVA a Mejor Cineasta de Andalucía en el Festival de Huelva.[16]
- 2020 Premio IMAGENERA a Mejor Largometraje, otorgado por el Centro de Estudios Andaluces, por Antonio Machado. Los días azules.[17]
- 2020 Antonio Machado. Los días azules, nominado a Mejor Largometraje Documental en los Premios Forqué.[18]
- 2021 Premio ASFAAN a la trayectoria cinematográfica.[19]
- 2021 Una vez más (Guillermo Rojas, 2019), 14 nominaciones a los Premios Goya.[13]
- 2021 6 Premios ASECAN del Cine Andaluz, por Antonio Machado. Los días azules.[20]
- 2021 Antonio Machado. Los días azules, 10 nominaciones a los Premios Goya.[21]
- 2022 Premio del Jurado al Mejor Montaje en el IX Festival Nuevo Cine Andaluz de Casares para A las mujeres de España. María Lejárraga.[22]
- 2023 35º Premios ASECAN del Cine Andaluz en la categoría de No Ficción y Premio Música Original por A las mujeres de España. María Lejárraga.[23]
- 2023 A las mujeres de España. María Lejárraga, nominada en la XXVIII edición de los Premios Forqué.[24]
- 2023 A las mujeres de España. María Lejárraga, nominada a los Premios Feroz.[25]
- 2023 Premio Carmen de la Academia de Cine de Andalucía al mejor largometraje documental con A las mujeres de España. María Lejárraga.[26]
- 2023 A las mujeres de España. María Lejárraga, nominada a los Premios Goya.[27]

### Reconocimientos
- 2022 Premio Mujeres en el Arte en La Rioja.[28]
- 2023 Premio Clara Campoamor.[29]
- 2023 Premio Territorio Igualdad del Ayuntamiento de Sevilla. Categoría Mujer, Arte y Cultura.[30][31][32]